# Pakokku District
Pakokku District är ett distrikt i Myanmar.   Det ligger i regionen Magwayregionen, i den centrala delen av landet, 260 km nordväst om huvudstaden Naypyidaw.